# 美國去死

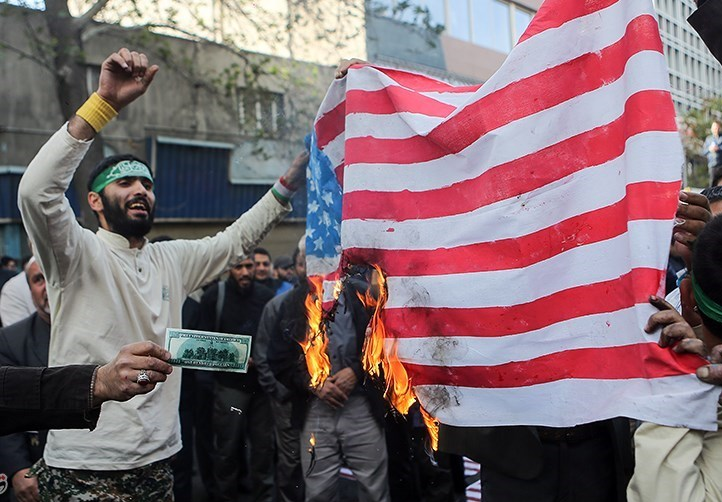
2018年11月，伊朗抗議者在德黑蘭焚燒美國國旗和美元

「美國去死」，又譯「打倒美國」，是一句反美政治口號，在伊朗、阿富汗、黎巴嫩、也門、伊拉克及巴基斯坦等地廣泛流傳。該標語最初由首任伊朗最高領袖魯霍拉·穆薩維·霍梅尼推廣。他反對在廣播與電視等官方媒體使用這句口號，但對群眾示威或其他公開場合則予以默許。這句波斯語「Marg bar Âmrikâ」在英語中直譯為「美國去死」，但伊朗官方多將其譯為較溫和的「打倒美國」以供國際傳播。
這句標語後來被世界各地的反美團體與示威者引用，成為全球性反美象徵之一。從歷史背景看，該口號源自美國政府對伊朗持續採取的敵對政策，主要表達對這些政策的強烈不滿，而非針對美國民眾本身。伊朗最高領袖阿里·哈梅內伊曾在一次對大學生的講話中解釋稱，「美國去死」實際上是針對「打倒美國政策與傲慢態度」。他又在接見伊朗陸軍與空軍將領時進一步指出，伊朗人民並不仇視美國人民，而這句口號所針對的對象，是美國當時的領導人，包括美國總統當勞·特朗普、國家安全顧問約翰·博爾頓，以及國務卿邁克·蓬佩奧。

## 歷史

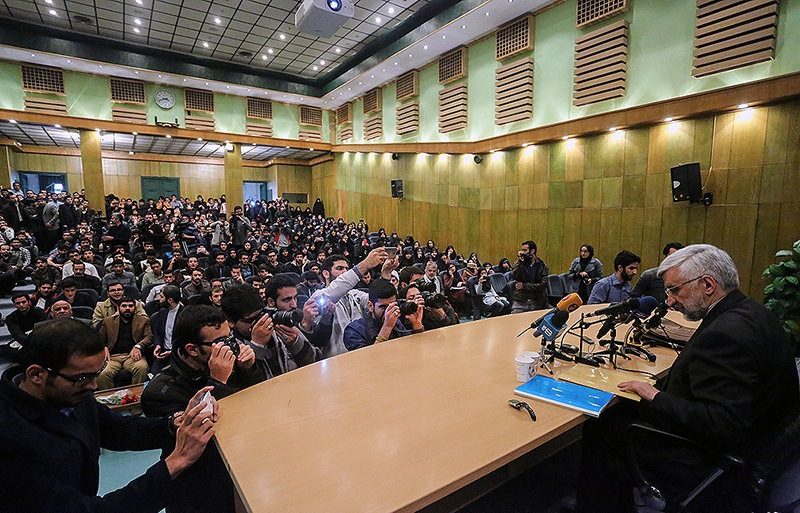
2015年11月3日，德黑蘭大學舉行一場名為「美國去死萬歲」的研討會，探討這句標語的歷史背景與根源。

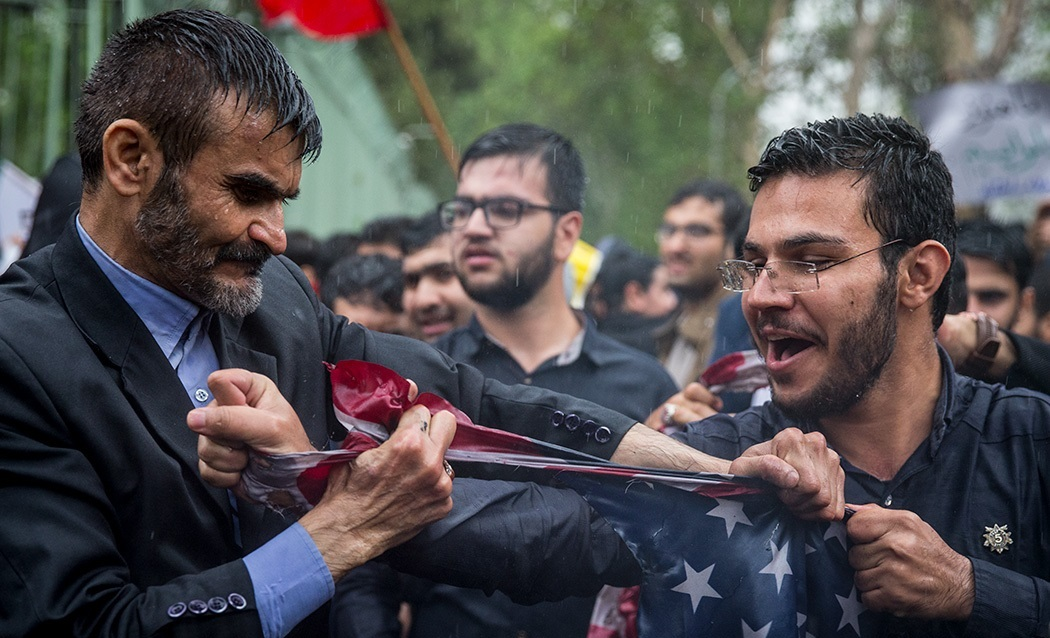
在一場伊朗的反美示威中，兩名抗議者撕毀美國國旗。

自1979年初親美的巴列維王朝垮台後，伊朗民眾便經常在德黑蘭美國駐伊朗大使館外高呼「美國去死」與「沙阿去死」的口號。這些標語在同年11月4日佔領大使館事件當日尤為響亮，並最終觸發伊朗人質危機。危機期間，圍堵大使館的示威者持續高呼「美國去死」、「卡特去死」等口號。1981年1月20日，伊朗釋放餘下的52名美國人質時，他們在登上離境航班前，要穿越一列列高呼「美國去死」的學生人牆。與此同時，「蘇聯去死」、「英國去死」等口號也相繼出現。另一句與之類似的標語「以色列去死」（波斯語：مرگ بر اسرائیل）亦廣泛出現在伊朗與巴基斯坦的政治集會中，是這類標語中最具代表性者之一。
「美國去死」一詞，自伊朗伊斯蘭共和國建立以來，已成為其革命理念的核心之一。該口號經常出現在主麻拜（週五祈禱）與各類公眾集會中，並伴隨焚燒美國國旗等儀式。每年11月4日，大使館被佔紀念日上，相關活動尤為頻繁。自1987年起，伊朗官方更將該日定為國定假期「美國去死日」。以此為主題的壁畫遍布伊朗各地街頭，特別是在德黑蘭。根據前伊朗總統阿克巴爾·哈什米·拉夫桑賈尼的說法，霍梅尼曾在1984年原則上同意不再使用該口號，但遭到強硬派反對。他們強調：「伊瑪目（霍梅尼）終其一生都稱美國為『大撒旦』，並認為所有穆斯林所受的苦難皆源於美國」。據《政客》報道，911事件後，伊朗最高領袖阿里·哈梅內伊曾一度暫停主麻拜儀式上的「美國去死」口號。
2013年3月29日，朝鮮平壤金日成廣場舉行一場群眾集會，聲援領袖金正恩的備戰呼籲，期間群眾高喊「美帝去死」口號。
2015年3月21日，適逢波斯新年納吾肉孜節假期，伊朗最高領袖哈梅內伊在公開集會中親自高呼「美國去死」，並予以支持。他隨後於同年11月3日發表聲明澄清：「這句口號絕非針對美國人民，而是針對美國政府的政策與霸權心態。」
2017年6月23日的聖城日，示威人群齊聲呼喊「美國去死」、「以色列去死」等口號。2018年4月25日，伊朗宣佈將在一款國產即時通訊應用程式中加入一個名為「美國去死」的表情符號。同年5月9日，在美國總統當勞·特朗普宣佈退出伊朗核協議後，伊朗國會議員在會場中焚燒美國國旗，並集體高呼「美國去死」口號以示抗議。2018年11月4日，美國宗教團體「伊斯蘭民族」領袖路易斯·法拉堪在訪問伊朗期間，亦帶領當地群眾高喊「美國去死」，當時正值美國對伊朗實施新一輪制裁的前夕。
另一方面，許多反對伊朗政權的抗議者——無論身處國內或海外也使用類似語句反擊神權統治，包括「哈梅內伊去死」、「獨裁者去死」與「伊斯蘭共和國去死」等標語，當中以2022年9月爆發的瑪莎·阿米尼示威為最新例子。示威者更在校園內拒絕踐踏繪有美國與以色列國旗的地面圖樣，這一舉動曾於2020年獲美國總統特朗普公開讚賞。在伊朗將領卡西姆·蘇萊曼尼的葬禮上，包括巴格達、伊斯蘭堡與卡拉奇在內的多地哀悼群眾，亦齊聲高呼「美國去死」。
2024年，美國密西根州迪爾伯恩舉行聖城日集會，期間部分群眾在聆聽到演講者發表反美言論後，高呼「美國去死」口號。主辦單位其後表示，這些口號「不妥當」，並形容事件為「一場失誤」。

## 阿拉伯世界的使用

也門胡塞武裝的標語為：「真主至大，美國去死，以色列去死，詛咒猶太人，伊斯蘭必勝。」

黎巴嫩什葉派武裝組織真主黨與伊朗關係密切，其支持者經常在街頭示威中高呼「美國去死」的口號。在2003年3月20日美國入侵伊拉克前一週，真主黨總書記哈桑·納斯魯拉公開表示：「當年美軍進駐貝魯特，我們曾高喊『美國去死』；如今，數十萬美軍遍佈整個地區，這句口號依然是我們堅持的立場，過去如此，今日如此，將來亦然。」胡塞武裝亦是受伊朗支持的也門什葉派反政府組織，其口號中除了「美國去死」與「以色列去死」外，還包括「詛咒猶太人」及「伊斯蘭必勝」等內容。

## 解釋和意義
前伊朗總統哈桑·魯哈尼的幕僚長穆罕默德·納哈萬迪安曾表示：
「如果你問那些會高呼這句口號的人，他們反對的，其實是外國干預伊朗事務——例如當年推翻民選總理穆罕默德·摩薩台那一幕。對他們而言，所抗議的，是那種會擊落載有無辜平民的民航機的政府。這句口號並非針對美國人民，而是針對那種外交政策、傲慢態度及霸權行徑。對他們來說，這不是反對一個國家，而是在反抗一種制度性的行為方式。」
胡塞武裝外交關係負責人侯賽因·哈姆蘭則表示：「『美國去死』的意思，其實是針對美國的政策，而非人民。」該組織前發言人阿里·布凱提亦強調：「我們並不真的希望任何人死亡。這句口號只是反對美國與以色列政府的干預政策而已。」魯哈尼亦曾指出，這句話不應從字面理解，它的真正意圖是表達對美國干預行為的不滿，而非仇視美國民眾。
2019年2月8日，伊朗最高領袖阿里·哈梅內伊表示：「『美國去死』的意思，是針對特朗普、博爾頓和蓬佩奧這些美國領袖。我們批評的是那些制定與推行政策的政客，伊朗人民並不憎恨美國人民。」
旅遊作家瑞克·史提夫斯則記錄過在德黑蘭乘搭的士時，一名司機用英語大喊「交通去死！」司機解釋說，這是當人們感到無奈和沮喪時的一種情緒抒發。史提夫斯將這種說法與美語中非字面意義的「Damn」作類比。